# Lenguas malayo-polinesias
Las lenguas malayo-polinesias son un subgrupo de lenguas de la familia austronesia. El subgrupo está muy expandido por las islas del Sudeste Asiático y el Pacífico, con algunos miembros hablados en el Asia continental. El malgache, hablado en Madagascar, es una excepción.
Las lenguas malayo-polinesias tienden a la reduplicación (repetición de una palabra o parte de ella) para expresar el plural y tienen una fonología simple, es decir, los textos poseen alta frecuencia de pocos sonidos. La mayoría no posee grupos de consonantes (como [str] o [mpl]) y tiene un número de vocales pequeño, siendo cinco lo más común.

## Clasificación

### Blust (2008)
Austronesian Basic Vocabulary Database 2008, se basa en la confiabilidad que sustenta la unidad de cada grupo y se indica entre paréntesis con un porcentaje, así pues las lenguas malayo-polinesias tendrían un porcentaje de confiabilidad del 100% y se divide en los siguientes grupos:
- Grupo sulú-filipino (75%)
  - Filipino (100%) en Filipinas y norte de Célebes. Los mayores son el idioma tagalo y el cebuano.
    - Idioma tagalo (oficial Filipinas, no oficial inmigrantes y descendientes de inmigrantes de Filipinas en Malasia, Indonesia, Hong Kong, Singapur, Guam, Estados Unidos, Emiratos Árabes Unidos, Arabia Saudí, España)

  - Sama-bajaw (100%): Lenguas nativas del archipiélago de Sulú.
- Grupo indo-melanesio (98%)
  - Borneano (65%) 
    - Gran Barito: En Borneo y Madagascar. El idioma malgache es el más hablado.
    - Sabahano: En Sabah (Malasia)

  - Malayo-polinesio nuclear (75%)
    - Malayo-sumbawano (60%)
      - Bali-maláyico: En Indonesia y Malasia, por ej. el malayo, indonesio, javanés y sondanés.
      - Moklen-chámico: En Indochina y Aceh, como el idioma achenés.

    - Tamánico: En la etnia mbaloh en Kalimantan (Borneo) .
    - Sulawesi-polinesio (65%) (este de Indonesia e islas del Pacífico)
      - Sangir-Minahasano (80%): Al norte de Célebes.
      - Sulawesi meridional (100%), como el buginés, al sur de Célebes.
      - Celebo-polinesio (80%)
        - Celébico (100%): Es el mayor grupo en Célebes.
        - Gran Malayo-polinesio centro-oriental (85%)
          - Norsumatrano-islas barrera: Al norte de Sumatra y en las islas barrera de la costa Oeste de Sumatra.
          - Chamorro de Guam e Islas Marianas del Norte (Micronesia).
          - Palauano de Palaos.
          - Malayo-polinesio centro-oriental (80%)
            - Sumba-Flores (100%) en parte de las Islas menores de la Sonda.
            - Malayo-polinesio centro-oriental nuclear
              - Molucas Central (54%) en las islas Molucas.
              - Timor-Babar, al sur de las Molucas y en Timor. El idioma tetun es oficial en Timor Oriental.
              - Malayo-polinesio oriental (80%)
                - Halmahera-Cenderawasih, del sur de Halmahera a Nueva Guinea Occidental.
                - Oceánico, en Melanesia, Polinesia y Micronesia.
                  - Micronesio
                  - Fiyiano-polinesio
                    - Polinesio
                      - Idioma hawaiano (Hawái)
                      - maorí (Nueva Zelanda y  Islas Cook)
                      - rapanui (Isla de Pascua y Isla Salas y Gómez)
                      - samoano (Samoa, Samoa Americana y Tokelau)
                      - tahitiano (Polinesia Francesa)
                      - tongano (Tonga y Samoa Americana)
                      - tuvaluano (Tuvalu y Fiyi)

### Wouk y Ross (2002)

Principales ramas de las lenguas malayo-polinesias.
Borneo-Filipinas (no aparece Yami al sureste de Taiwán)
Sonda-Célebes (no aparece Chamorro al nordeste de Yap)
Malayo-Polinesio Central
Halmahera-Cenderawasih
Lenguas oceánicas.

Siguiendo a Wouk & Ross (2002), se dividen en dos grupos:
- Borneo-Filipinas o Malayo-polinesio occidental exterior
- Malayo-polinesio nuclear
  - Sonda-Célebes o Malayo-polinesio occidental interior
  - Lenguas malayo-polinesias centro-orientales
    - MP Centrales, lo componen unas 160 lenguas que se hablan principalmente en Indonesia.
      - Bima-Sumba
      - Mar Banda
        - Timor
        - Molucas central
        - Molucas meridional-central

      - Aru

    - MP Orientales
      - Idioma tagalo (oficial Filipinas, no oficial inmigrantes y descendientes de inmigrantes de Filipinas en Malasia, Indonesia, Hong Kong, Singapur, Guam, Estados Unidos, Emiratos Árabes Unidos, Arabia Saudí, España)
      - Halmahera meridional – Nueva Guinea occidental
      - Oceánico, con aproximadamente un millón de hablantes. Incluye las lenguas de Micronesia como el nauruano, el sama y el chamorro y las lenguas de Polinesia como el hawaiano, el maorí, el rapanui, el samoano, el tahitiano, el tongano y el tuvaluano. Todas estas lenguas tienen estatus oficial en sus respectivos territorios
        - Idioma hawaiano (Hawái)
        - maorí (Nueva Zelanda y  Islas Cook)
        - rapanui (Isla de Pascua)
        - samoano (Samoa, Samoa Americana y Tokelau)
        - tahitiano (Polinesia Francesa)
        - tongano (Tonga y Samoa Americana)
        - tuvaluano (Tuvalu y Fiyi)

## Descripción lingüística

### Fonología
Las lenguas malayo-polinésicas muestran una gran diversidad debido a la extensión que ha alcanzado la familia lingüística, la subfamilia malayo-polinesia es mayor que cualquier otra familia lingüística del mundo superando las 1200 lenguas. La primera reconstrucción del proto-malayo-polinesio es la debida a Dempwolff (1934), que se no tuvo en cuenta la evidencia suplementaria procedente de las lenguas formosanas. La reconstrucción de Dempwoff fue revisada por Dyen (1965, 1971), Tsuchida (1976), Dahl (1976, 1981), Wolff (1988), Blust (1990) y Ross (1992) de acuerdo con esta última el sistema fonológico es:
|             | bilabial | dental/ alveolar | palatal | velar     | uvular | glotal |
| ----------- | -------- | ---------------- | ------- | --------- | ------ | ------ |
| nasal       | *m       | *n               |         |           | *ŋ     |        |
| oclusiva    | *p, *b   | *t, *d           | *Z [ɟ]  | *k, *g    | *q     | *ʔ     |
| fricativa   |          | *s               |         | *j [ɣ(y)] |        | *h     |
| aproximante | *w       |                  | *y      |           |        |        |
| líquida     |          | *l               |         |           | *R     |        |
Este sistema carece de algunas de las retroflejas y africadas que Ross reconstruye para el proto-austronesio.

### Comparación léxica
Los numerales reconstruidos para diferentes ramas de lenguas austronesias son:
| GLOSA | lenguas malayo-polinesias | lenguas malayo-polinesias | lenguas malayo-polinesias | lenguas malayo-polinesias | lenguas malayo-polinesias | PROTO- AUSTRONESIO |
| GLOSA | PROTO- FILIPINO[4]        | PROTO- BORNEANO           | PROTO- MP CENTRAL[5]      | PROTO- OCEÁNICO           | PROTO- MALAYO- POLINESIO  | PROTO- AUSTRONESIO |
| ----- | ------------------------- | ------------------------- | ------------------------- | ------------------------- | ------------------------- | ------------------ |
| 1     | *ʔəʔsá                    | *isa                      | *isa                      | *sa-kai~ *ta-sa           | *esa~ *isa                | *esa~ *isa         |
| 2     | *duá                      | *dua                      | *dua                      | *rua                      | *duha                     | *duśa              |
| 3     | *təl̥ú                     | *tɛlu                     | *təlu                     | *tolu                     | *təlu                     | *teɭu              |
| 4     | *ʔə́mpat                   | *ɛpat                     | *(ə)pat                   | *pat                      | *əpat                     | *śepat             |
| 5     | *limá                     | *lima                     |                           | *lima                     | *lima                     | *lima              |
| 6     | *ʔaʔnəm                   | *ɛnina                    |                           | *onom                     | *ənəm                     | *enem              |
| 7     | *pitu                     | *pitu                     |                           | *pitu                     | *pitu                     | *pitu              |
| 8     | *wal̥ú                     | *valu                     |                           | *walu                     | *walu                     | *walu              |
| 9     | *siyám                    | *siva                     |                           | *siwa                     | *siwa                     | *śiwa              |
| 10    | *púl̥u                     | *pulu                     |                           | *sa-(ŋa)-puluq            | *-puluq                   | *sa-puluq          |